# 奧克薩米特涅

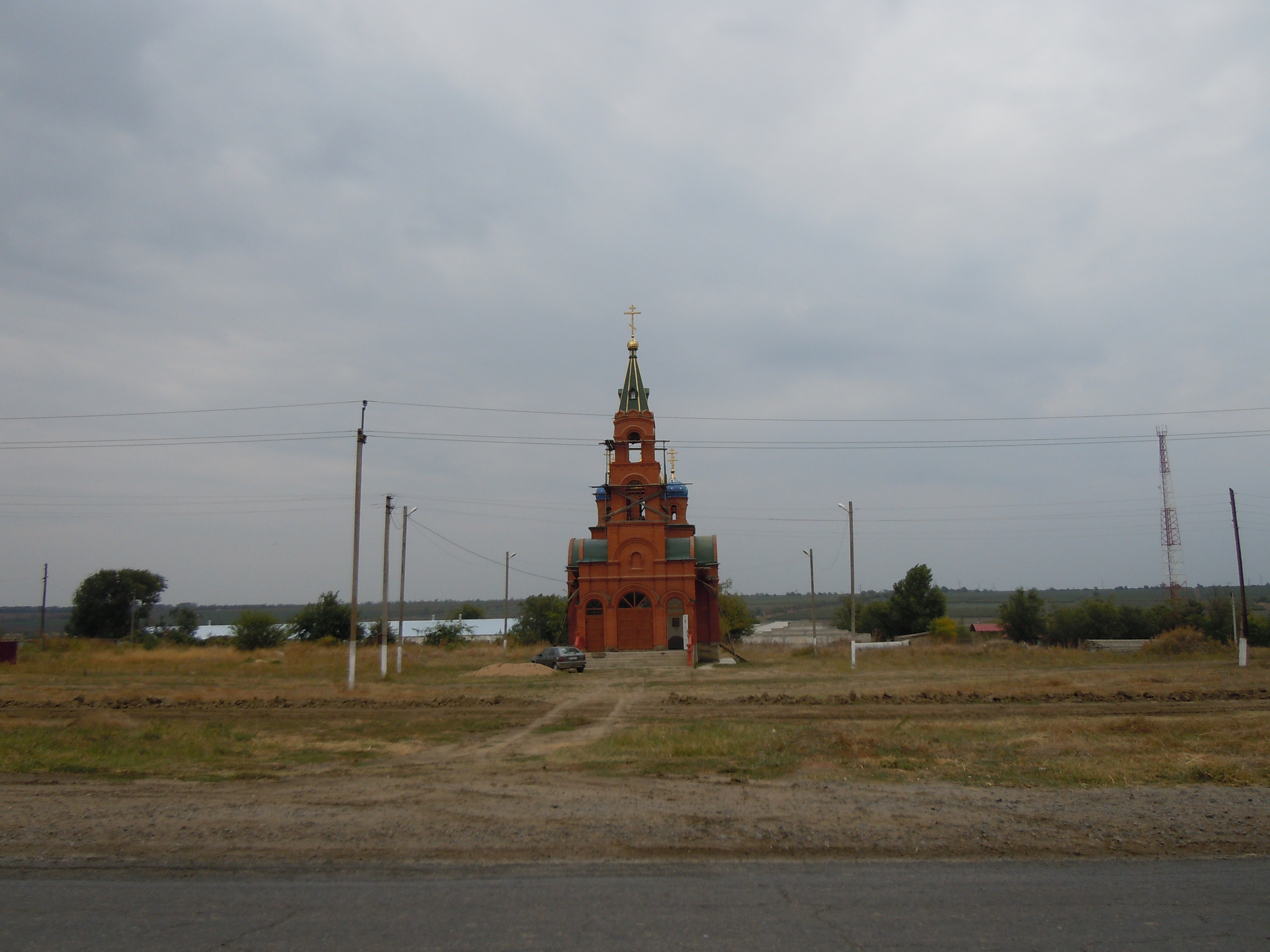

奧克薩米特內（烏克蘭語：Оксамитне）是位於烏克蘭西南部的村莊，由敖德萨州博爾赫拉德區的博爾赫拉德市鎮負責管轄。該村始建於1978年，面積0.75平方公里，海拔高度26米，2001年人口941，人口密度每平方公里1,254.67人。
45°37′56″N 28°37′33″E / 45.63222°N 28.62583°E